# ツチヤナナミ
ツチヤ ナナミ（1984年7月6日 - ）は、日本のシンガーソングライター、役者。神奈川県相模原市出身。

## ディスコグラフィ

### アルバム
- ON THE ROAD 2014年発売

### CM
- デジャヴュ　ファイバーウィッグ「塗るつけまつげ」テレビCM歌唱(2011年)
- イミュ リキッドアイライナー　テレビCM歌唱(2012年)
- 花王メリット　新生活ママ編　テレビCM歌唱(2015年)

### 舞台
- 丸福ボンバーズ第1回公演「A Peace Of Cake!」脚本・演出福島三郎 ゲスト出演　背後霊役(2012年7月18日〜26日、APOCシアター)
- 丸福ボンバーズ第2回公演 音楽劇「うたかふぇ」脚本・演出福島三郎 まりあ役(2012年12月22日〜2013年1月6日、APOCシアター / 2013年1月12日〜13日、せんだい演劇工房10-BOX box-1)
- なすびエベレスト壮行イベント「なすちゃんエベレスト登るんだってよ」企画・出演・楽曲提供・歌唱（2013年3月24日、APOCシアター）
- 丸福ボンバーズ第3回公演「フナバシTOYS」脚本・演出福島三郎 バーディー役（2013年11月1日〜10日APOCシアター / 11月23日 - 24日、せんだい演劇工房10-BOX box-1）
- 近藤芳正Presents 「御ゑん祭〜近藤さん出ずっぱりだって！？〜」楽曲提供・歌唱（2014年10月9日〜13日、こどもの城青山円形劇場 / 2014年10月19日、水戸芸術館ACM劇場）
- 丸福ボンバーズ第5回公演「NICE EIJI!〜父まるだし〜」作・演出：福島三郎　宝塚桃代役（2015年5月8日～17日APOCシアター / 5月23日テアトルフォンテ / 6月6日～7日せんだい演劇工房10-BOX box-1）
- 丸福ボンバーズ　第9回公演 「STAGE～舞台、位置、足をつける場所～」脚本・演出福島三郎　越本みそら役　（2017年9月13日〜19日APOCシアター、2017年9月30日〜10月1日せんだい演劇工房10-BOX box-1）